# Diario del seduttore
Diario del seduttore (in danese Forførerens Dagbog) è un'opera pseudonima del filosofo Søren Kierkegaard del 1843, raccolta all'interno dei volumi di Enten-Eller. Nelle molte lingue in cui è stato tradotto, viene spesso pubblicato a sé, anche se ciò non avrebbe l'approvazione dell'autore. In questo senso, pur trattandosi di un romanzo epistolare e diaristico tra i personaggi di Johannes e Cordelia, lo scritto può essere considerato di tipo filosofico, legato all'estetica in senso anche parodico.

## Contenuti
Il libro si apre con un distico citante il Don Giovanni di Wolfgang Amadeus Mozart e Lorenzo Da Ponte: "Sua passion predominante | è la giovin principiante". Segue una premessa in cui si spiega che queste carte sono state ritrovate all'interno di uno scrittoio. Il desiderio di trascriverle per la curiosità che desta la natura dell'autore "non abbastanza povera e non mai abbastanza ricca" da separare "con esattezza" poesia e realtà. L'autore di queste carte ritrovate, infatti, "non apparteneva al mondo reale, eppure molti erano i suoi legami con esso [...]. Soffriva di una  exacerbatio cerebri per cui la realtà non riusciva a servirgli d'incitamento se non sporadicamente e a tratti. Non si sottraeva alla realtà: non era, infatti, troppo debole per sopportarla, anzi era troppo forte. Ma questa sua forza in fondo non era che malattia". Spiega dunque il presunto curatore di aver conosciuto la ragazza, che davvero si chiama Cordelia, ma non ha il cognome Wahl e che non sa se l'uomo ne ha sedotte altre, anche se si deve intendere per "seduzione" non tanto il possesso, quanto il desiderio di circuire una ragazza per legarla a sé, anche solo per un saluto per strada. Giunto però a convincerla, nel momento in cui lei sia pronta a sacrificare la propria vita per lui, il seduttore l'abbandona. E tuttavia resta il dubbio che tutto ciò non sia che immaginazione personale, poiché lui non si confida, né potrebbe, con alcuno. La prefazione insinua dunque che il gioco della seduzione sia solo per far smarrire la ragazza, salvo che questo porta inevitabilmente allo smarrimento anche di lui. "Guidare un viandante che sia incerto della strada su un falso sentiero, ovvero lasciare uno nel profondo errore, è azione abbastanza torbida, ma non tanto come il guidare un uomo a sperdersi in se stesso [...] in un labirinto da cui non potrà più uscire [...]: cerca sempre uscite e trova solo entrate che lo riconducono a se stesso", aggiunge.
Tra ricordi, rimorsi, fantasticherie e disperazioni, mortificazioni davanti a segreti e desideri, senso di inadeguatezza, cadute narcisistiche, gioco crudele di sedurre e fuggire, manipolazione malinconica dell'altro, insoddisfazione metafisica, persino inganno e rabbia conseguente, questo scritto è però "ideale", nel senso di fuori del tempo. Lo stesso Kierkegaard dice che questo racconto non si chiama "Diario di un seduttore", ma "Diario del seduttore" con il che è "già indicato che qui la cosa principale davvero è il metodo, non la vicenda". Ha inoltre a che fare con il caso, la volontà, il gioco dei ruoli (lei da sedotta diviene colei che vuol essere sedotta costringendo lui a realizzarne il desiderio, dunque invertendo le parti su chi manipola chi), lo scatenamento di cose che divengono perverse perché ingestibili ecc.
(Asa A. Schillinger-Kind, op. cit., p. 84)
Il libro è stato tradotto per la prima volta in russo nel 1894 e da allora ha avuto innumerevoli edizioni, influenzando letterati e filosofi.

## Adattamenti cinematografici, televisivi e teatrali
- Tagebuch des Verführers, regia tv di Michael Hild (1978)
- Le journal du séducteur, regia di Danièle Dubroux (1996), con Chiara Mastroianni e Melvil Poupaud
- Forførerens Dagbog, regia di Laurits Munch-Petersen (in produzione, 2016)
- Roberto Nicodemo Spatari, Il seduttore. Adattamento teatrale del Diario del Seduttore di S. Kierkegaard, Milano, Mimesis, 2013.
- "Seducer's diary", New York, Ibsen Theater, Regia e adattamento di Marco Tiburtini (1999)

## Edizioni
- Søren Kierkegaard, Il diario del seduttore, a cura di Luigi Radaelli, Torino, Bocca, 1910. Ospitato su Internet Archive. Milano, Melita, 1990; con introduzione di Angelo G. Sabatini, Roma, Newton Compton, 1993, 2012.
- trad. Attilio Veraldi, introduzione di Remo Cantoni, Milano: Rizzoli, 1973; Milano: Opportunity Book, 1996; Milano: SE, 2013
- trad. Alessandro Cortese, in Enten-Eller, vol. 3, Milano: Adelphi, 1978, 19972, pp. 41-225.
- trad. e presentazione di Alessandro Quattrone, Bussolengo: Demetra / Firenze: Giunti, 1995
- trad. Attilio Veraldi, con un saggio e a cura di Gianni Garrera, Milano: Rizzoli, 2005; con il titolo Memorie di un seduttore, prefazione di Gabriella Caramore, ivi 2009
- trad. s.i., Marina di Massa: Edizioni clandestine, 2007
- trad. e postfazione di Ingrid Basso, Il diario del Seduttore, Milano: Feltrinelli 2019